# Schola Cantorum Basiliensis

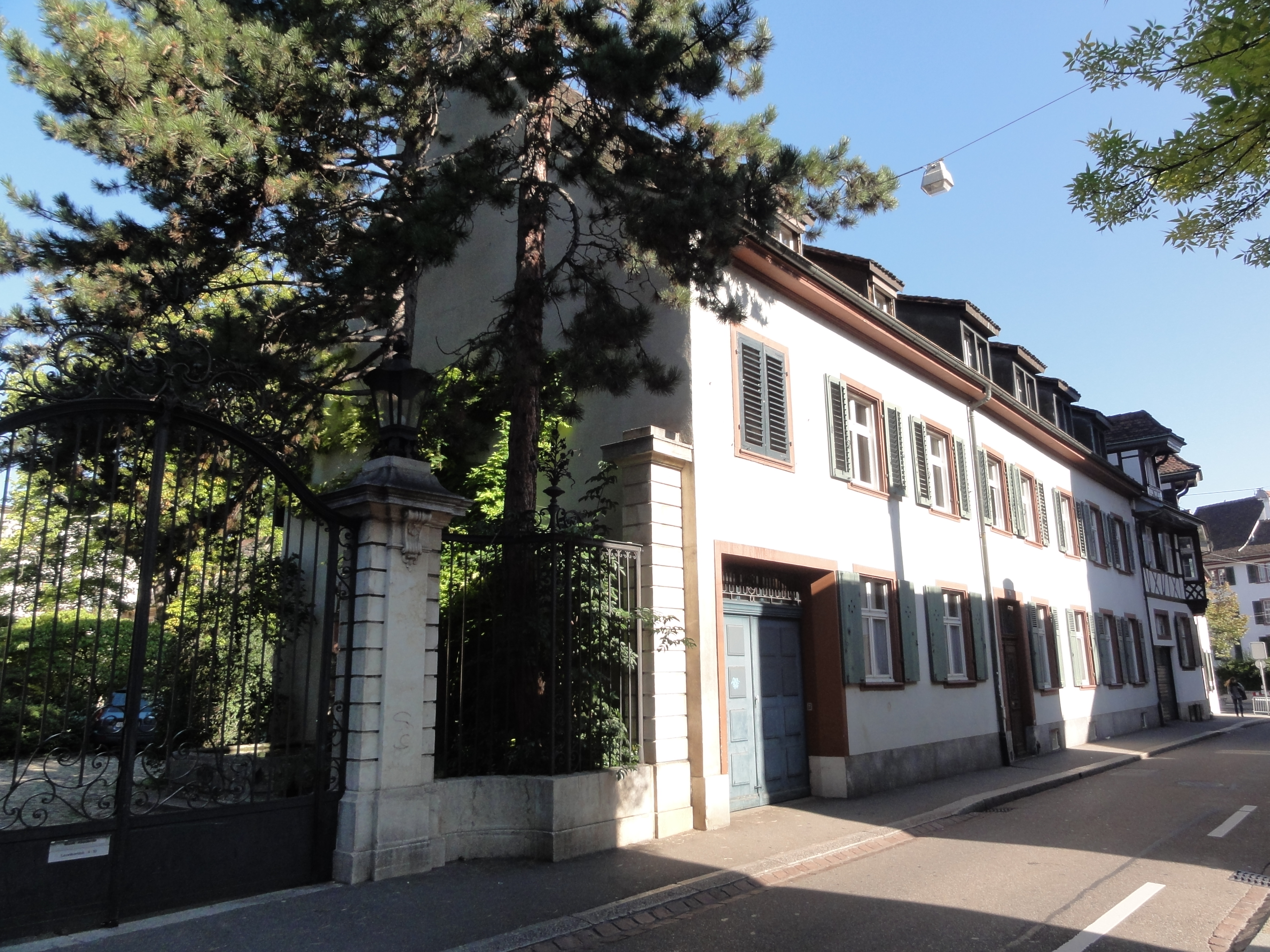

Die Schola Cantorum Basiliensis (SCB) zu Basel ist eine Schweizer Musikhochschule. Sie wurde 1933 von Paul Sacher als privates „Lehr- und Forschungsinstitut“ für Alte Musik gegründet.

## Geschichte
Entscheidenden Einfluss hatten von Beginn an der Cellist und Gambist August Wenzinger und die Geigerin und Musikpädagogin Ina Lohr (1903–1983). 1954 wurde die Schola Cantorum Basiliensis in die Musik-Akademie der Stadt Basel integriert. 1999 wurde das Institut zur Hochschule für Alte Musik. Es übt seit seiner Gründung einen starken Einfluss auf die Alte-Musik-Bewegung aus. Für die Absolventen der Schola Cantorum Basiliensis wurde 1999 das Barockorchester La Cetra gegründet.
Im Jahre 2008 feierte die Schola Cantorum Basiliensis ihr 75-jähriges Gründungsjubiläum. Zu diesem Anlass entstand der Bildband Wunderkammer Alte Musik – Die Schola Cantorum Basiliensis mit Fotos von Albert T. Schaefer.
Leiter der Schola Cantorum Basiliensis ist seit April 2016 Thomas Drescher.

## Bekannte Lehrer und Schüler (Auswahl)
- Lisandro Abadie (* 1974), argentinischer Bassbariton
- Wulf Arlt (* 1938), deutscher Musikwissenschaftler
- Sven-Erik Bäck (1919–1994), schwedischer Komponist
- Benjamin Bagby (* 1951), Mitbegründer des Ensembles Sequentia
- Chiara Banchini (* 1946), Schweizer Violinistin
- Amandine Beyer (* 1974), französische Violinistin und Ensembleleiterin
- Els Biesemans (* 1978), belgische Organistin
- Thomas Binkley (1931–1995), US-amerikanischer Lautenist und Musikwissenschaftler
- Jörg-Andreas Bötticher (* 1964), deutscher Cembalist, Organist und Musikwissenschaftler
- Anaïs Chen (* 1980), Schweizer Barockviolinistin
- Christophe Coin (* 1958), französischer Cellist, Gambist und Dirigent
- Jörg Ewald Dähler (1933–2018), Schweizer Cembalist und Pianist
- Paul O’Dette (* 1954), US-amerikanischer Lautenist, Theorbist und Musikwissenschaftler
- Emmanuel Le Divellec (* 1966), französischer Organist
- Eugen M. Dombois (1931–2014), deutsch-Schweizer Lautenist
- Lorenz Duftschmid (* 1964), österreichischer Gambist
- Michael Eberth (* 1959), deutscher Cembalist
- Eric Ericson (1918–2013), schwedischer Chorleiter und Dirigent
- Montserrat Figueras (1942–2011), spanische Sopranistin
- Thomas Friedlaender (* 1966), deutscher Zinkenist
- Lorenzo Ghielmi (* 1959), italienischer Organist
- Stefan Gottfried (* 1971), österreichischer Cembalist, Pianist, Hornist und Dirigent
- Tamar Halperin (* 1976), israelische Cembalistin
- Jörg Halubek (* 1977), deutscher Organist, Cembalist und Dirigent
- Marc Hantaï (* 1960), französischer Traversflötist und Kammermusiker
- Ute Hartwich (* 1969), deutsche Barocktrompeterin
- Ulrike Hofbauer (* in Altötting), deutsche Sängerin
- Yasunori Imamura (* 1953), japanischer Lautenist
- René Jacobs (* 1946), belgischer Dirigent und Sänger (Countertenor)
- Markus Jans (* 1946), Schweizer Musiktheoretiker und Hochschullehrer
- Rolf Junghanns (1945–1993), deutscher Pianist und Musikwissenschaftler
- Edin Karamazov (* 1965), bosnischer Lautenspieler
- Joseph Kelemen (* 1957), ungarischer Organist, in Deutschland wirkender Kirchenmusiker
- María Cristina Kiehr (* 1965), argentinische Sängerin
- Thomas Leininger (* 1981), deutscher Cembalist und Organist
- Gustav Leonhardt (1928–2012), niederländischer Dirigent, Cembalist und Organist
- Marc Lewon (* 1972), deutscher Lautenist und Musikwissenschaftler
- Hans-Martin Linde (* 1930), deutscher Blockflöten-Virtuose
- Rolf Lislevand (* 1961), norwegischer Gitarrist und Lautenist
- André Lislevand (* 1993), norwegisch-italienischer Gambist
- Rudolf Lutz (* 1951), Schweizer Organist, Cembalist, Dirigent, Musikpädagoge und Komponist
- Markus Märkl (* 1967), deutscher Cembalist
- Alessandro De Marchi (* 1962), italienischer Dirigent und Cembalist
- Andrea Marcon (* 1963), italienischer Organist, Cembalist und Dirigent
- Andreas Martini (* 1963), deutscher Lautenist
- Ulrike Mayer-Spohn (* 1980), deutsch-schweizerische Komponistin und Blockflötistin
- Hans-Jürg Meier (1964–2015), Schweizer Blockflötist und Komponist
- Johannes Menke (* 1972), deutscher Musiktheoretiker, Hochschullehrer und Komponist
- Eduard Müller (1912–1983), Schweizer Organist und Cembalist
- Fritz Näf (* 1943), Schweizer Dirigent und Chorleiter
- Wolfgang Neininger (1926–2020), deutscher Violinist, Pianist und Komponist sowie Dirigent und ehemaliger Dozent
- Marie Nishiyama (* 1969), japanische Cembalistin und Barockharfenistin
- Arno Paduch (* 1965), deutscher Zinkenist
- Paolo Pandolfo (* 1959), italienischer Gambist
- Regula Rapp (* 1961), deutsche Musikwissenschaftlerin und Hochschuldirektorin
- Andreas Reize (* 1975), Schweizer Dirigent und 38. Thomaskantor
- Susanne Rydén (* 1962), schwedische Sängerin
- Arianna Savall (* 1972), spanische Harfenistin, Sopranistin und Komponistin
- Jordi Savall (* 1941), spanischer Musikwissenschaftler und Gambist
- Leila Schayegh (* 1975), Schweizer Violinistin
- Andreas Scholl (* 1967), deutscher Countertenor
- Jaap Schröder (1925–2020), niederländischer Barockviolinist
- Marni Schwonberg (* in Flensburg), deutsch-schweizerische Sopranistin
- Andreas Staier (* 1955), deutscher Cembalist und Pianist
- Cosimo Stawiarski (* 1974), italienischer Violinist und Musikwissenschaftler
- Edward Tarr (1936–2020), amerikanischer Barocktrompeter
- Barbara Thornton (1950–1998), Mitbegründerin des Ensembles Sequentia
- Bradford Tracey (1951–1987), deutscher Pianist und Cembalist kanadischer Abstammung
- August Wenzinger (1905–1996), Schweizer Cellist, Gambist, Musikpädagoge und Dirigent
- Crawford Young (* 1952), amerikanischer Lautenist und Musikwissenschaftler
- Jean-Claude Zehnder (* 1941), Schweizer Organist, Cembalist und Musikwissenschaftler
- Wolfgang Zerer (* 1961), deutscher Organist, Cembalist und Musikpädagoge
- Manfredo Zimmermann (* 1952), argentinischer Blockflötist, Traversflötist und Hochschullehrer

## Von der Schola Cantorum Basiliensis stark beeinflusste und geprägte Ensembles
- Basler Madrigalisten
- La Cetra Barockorchester Basel
- Der Musikalische Garten
- Ensemble 415
- Il Gusto Barocco
- Sequentia – Ensemble für Musik des Mittelalters
- Ioculatores – Mittelaltermusik (1984–2009)
- Musica Fiorita